# Marvin Angarita Reyes
Marvin Orlando Angarita Reyes (Barrancabermeja, Departament de Santander, 11 d'abril de 1989) és un ciclista colombià, professional des del 2012, actualment a l'Equipo Bolivia.

## Palmarès
- 2010
  - Vencedor d'una etapa al Clásico RCN
- 2011
  -  Campió de Colòmbia sub-23 en ruta
  - Vencedor de 4 etapes a la Volta a Veneçuela
  - Vencedor d'una etapa al Clásico RCN
- 2012
  - Vencedor de 2 etapes a la Volta al Món Maia
- 2013
  - Vencedor de 2 etapes a la Volta a l'Equador